# Distrito de Jacareí
O distrito de Jacareí está situado no sul da região Centro-Oeste do Brasil e pertence ao municipio de Japorã no estado do Mato Grosso do Sul.